# Supanart Jittaleela
Supanart Jittaleela (thaï : ศุภนาฎ จิตตลีลา), surnommée Tina (ชื่อเล่น: ติ๊นา), née le 12 février 1991 à Ratchaburi en Thaïlande, est une actrice thaïlandaise.

## Biographie
En 2010, Supanart Jittaleela se fait connaître en Asie pour son rôle de premier plan dans le film lesbien, Yes or No.

## Filmographie
- 2010 : Yes or No : Kim
- 2012 : Yes or No 2 : Kim
- 2014 : Ti sam khuen sam 3D : Khem
- 2014 : Love sud jin fin sugoi
- 2014 : We Are Young (téléfilm)
- 2015 : Yes or No 2.5 : Wine